# Zona Antarctică Australiană
Zona Antarctică Australiană (engleză Australian Antarctic Zone), cunoscută și ca Teritoriul Antarctic Australian, este un teritoriu dependent în Antarctida de Est (Antarctida de la meridianul Greenwich pînă la meridianul de 180°). Se învecinează cu Zona Antarctică Franceză, Zona Antarctică Norvegiană, Zona Antarctică Neutră și Zona Antarctică Neozeelandeză. Zona este o colonie științifică australiană, fondată în anul 1933, prin transferarea teritoriului de la Marea Britanie.
1. ↑   https://data.iana.org/time-zones/tzdb-2021e/australasia Lipsește sau este vid: |title= (ajutor)